# گرمابه یانس‌آباد
گرمابه یانس آباد مربوط به دوره قاجار است و در شهرستان آبیک، روستای یانس آباد واقع شده و این اثر در تاریخ ۱۹ مرداد ۱۳۸۴ با شمارهٔ ثبت ۱۲۸۸۶ به‌عنوان یکی از آثار ملی ایران به ثبت رسیده است.